# Кухарчик, Томаш
Томаш Кухарчик (чеш. Tomáš Kucharčík, родился 10 мая 1970 в в Йиглаве) — бывший чешский хоккеист, центральный нападающий. Чемпион мира 1999 года, чемпион Чехословакии 1991 года. C 2013 года работает тренером юниорских команд пражской «Славии».

## Биография
Томаш Кухарчик начал свою карьеру в 1987 году, а закончил в 2014-м. За 27 лет он сменил множество команд в разных странах. Самыми главными достижениями Кухарчика являются золотые медали чемпионата Чехословакии 1991 года и чемпионата мира 1999 года.

## Достижения
- Чемпион Чехословакии 1991
- Чемпион мира 1999
- Бронзовый призёр чемпионата Финляндии 2002 и 2003
- Лучший бомбардир (55 очков) и снайпер (28 шайб) финской хоккейной лиги 2003

## Статистика
- Чемпионат Чехии (Чехословакии) — 458 игр, 319 очков (138+181)
- Сборная Чехословакии — 6 игр, 2 шайбы
- Сборная Чехии — 55 игр, 10 шайб
- Чемпионат Швеции — 22 игры, 17 очков (8+9)
- Чемпионат Финляндии — 259 игр, 177 очков (74+103)
- Швейцарская национальная лига А — 2 игры, 2 очка (2+0)
- Швейцарская национальная лига Б — 20 игр, 15 очков (5+10)
- Чемпионат Словакии — 14 игр, 5 очков (1+4)
- АХЛ — 18 игр, 12 очков (5+7)
- Немецкая вторая лига — 49 игр, 30 очков (6+24)
- Немецкая третья лига — 47 игр, 71 очко (24+47)
- Итальянская вторая лига — 82 игры, 122 очка (41+81)
- Всего за карьеру — 1032 игры, 316 шайб